# HWA Team
A HWA Team (amely HWA Racelab néven is ismeretes) egy privát autóverseny csapat, amely a HWA AG német cég tulajdonában áll. Az alakulat  19 évig a Mercedes partnere volt a DTM-ben. A 2018–2019-es szezonban a Formula–E-ben vettek részt, továbbá 2019-ben még szerepet vállaltak az FIA Formula–3 bajnokságban. 2020-tól csapatot indítottak az FIA Formula–2 bajnokságban is.

## Története

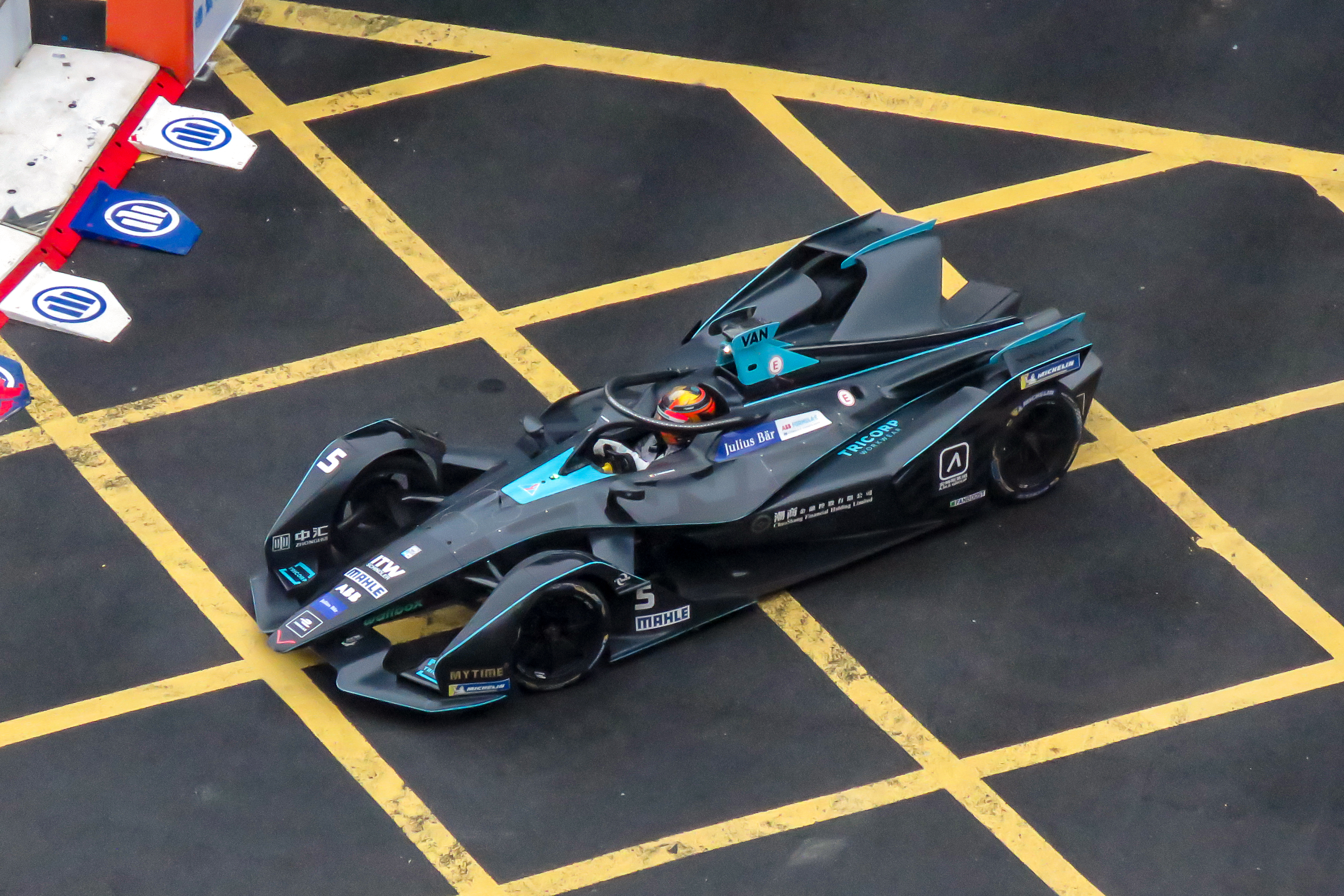
Stoffel Vandoorne a Formula–E bajnokság egyik versenyén

### Formula–E (2018–2019)
2017 júliusában bejelentésre került, hogy a Mercedes kiszáll a Német túraautó-bajnokságból (DTM) a 2018-as szezon végeztével. Ezzel egy időben kiderült az is, hogy a német márka csapatot fog indítani a Formula–E bajnokság 2019–2020-as szezonjától kezdve és szoros együttműködést tartanak a Formula–1-es istállóval is. Mivel a HWA szintén szoros kapcsolatot ápol a gyártóval, ezért ők indultak az elektromos szériában úgynevezett "előfutárként". A Venturi-tól vásárolt hajtáslánccal teljesítették az első szezont. A csapat első versenyzője Gary Paffett lett, aki a németekkel együtt kétszer nyerte meg a DTM-et. A másik pilóta Stoffel Vandoorne lett, aki a Formula–1-es McLaren csapattól érkezett az egyesülethez. Az év első négy hétvégén abszolút csak tapogatóztak és éppen ezért mindig a mezőny végén értek be, amikor nem adták fel a futamokat. A Hongkong-i kaotikus időmérőedzésen Vandoorne megszerezte az első-rajtkockát, azonban feladni kényszerült a viadalt egy technikai hibát követően, míg Pafett a 8. helyen látta meg a kockás zászlót, amivel megszerezte az első pontjait a szezonban. Rómában a belga versenyző megkaparintotta az első dobogóját saját magának és a csapatának is. Ezt követően még négyszer gyűjtött be pontokat, amíg Paffett háromszor zárt a TOP8-ban. Ezekkel az eredményekkel a csapatok bajnokságát a 9. helyen végezték 44 ponttal.

### Formula–3 (2019–2021)

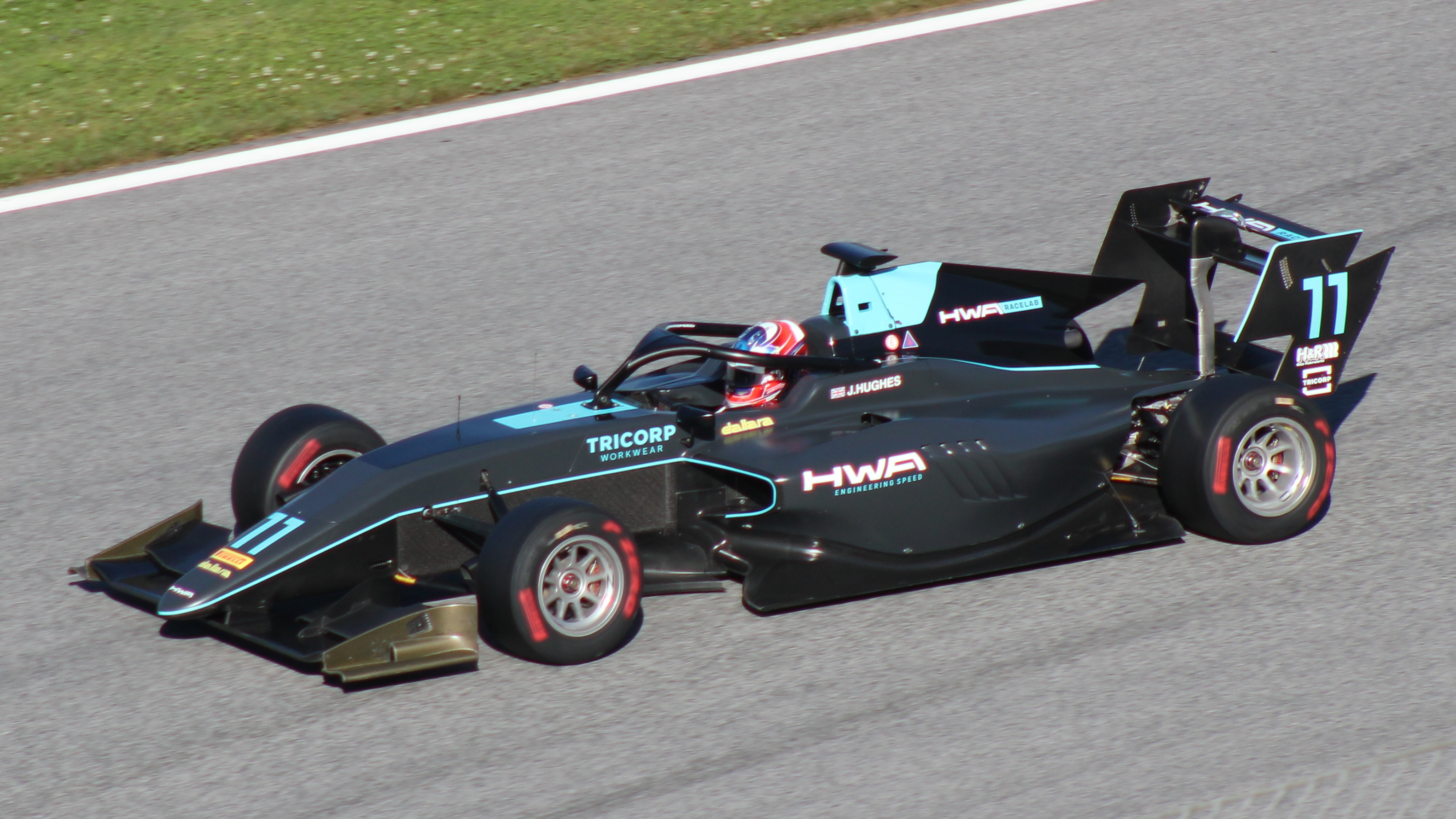
Jake Hughes a 2019-es FIA Formula–3 bajnokság egyik versenyén

A csapat neve feltűnt a GP3 és a Formula–3 Európa-bajnokság utódszériájában, az új FIA Formula–3 bajnokságban. A pilóta felállás a következő lett: a 2018-as bajnok ART csapat versenyzője, a brit Jake Hughes, az Euroformula Open-ből igazolt holland Bent Viscaal és a német nemzetiségű, de iráni színekben induló, korábban a Formula–3-as Európa-bajnokságban szereplő Keyvan Andres. Az istálló első és utolsó győzelmét 2019-ben Hughes szerezte a büntetéseknek köszönhetően az osztrák verseny sprintfutamán. Viscaal csupán egyszer szerzett pontot a francia főversenyen, Andres pedig pont nélkül zárta az idényt. A konstruktőri tabellát az 5. pozícióban zárták kerek 100 pontot szerezve.
2020 januárjában nyilvánosságra hozták a Formula–3-as csapatuk triójának kilétét: Hughes maradt az alakulatnál, míg hozzá csatlakozott Enzo Fittipaldi és a Red Bull Junior csapat tagja, Jack Doohan. Hughes az egész kiírásban jól szerepelt, két győzelmet is aratott. Enzo Fittipaldi 24 egységet gyűjtött, míg Dohannak a legjobb eredménye csak egy 11. pozíció volt.
2021-re a felállás teljesen megváltozott. Az olasz Matteo Nannini jött a Jenzer Motorsportól, egy fiatal mexikói versenyző, Raffael Villagómez és a 2020-as Formula Regionális Európa-bajnokságban összetett 3. helyet szerző dán Oliver Rasmussen. A szezonnyitó barcelonai hétvége során, május 9-én a főfutamon a második sorból rajtoló Nannini 3. lett. A Hungaroringen tartott második versenyen a negyedik körben előzte meg Enzo Fittipaldit, amivel átvette a vezetést, megnyerve a gárda első és egyben utolsó versenyét a szezonban. Villagómez és Rasmussen teljesítménye egész évben elmaradt az olaszétól, egyikük sem tudott pontokat szerezni. A konstruktőrök között a 7. helyen lettek rangsorolva.
2021. október 14-én bejelentésre került, hogy kiszállnak a sorozatból, felszereléseiket és nevezési jogukat pedig a holland Van Amersfoort Racing (VAR) vette meg.

### Formula–2 (2020–2021)
2019-ben továbbá a Formula–1 előszobájának tekinthető FIA Formula–2 bajnokságban az Arden International partnerei voltak. 2019 novemberében bejelentették, hogy ők veszik át a sorozatból kivonult brit istálló helyét. Szintén ebben a hónapban bejelentették első versenyzőjüket Artyom Markelov személyében. Nem sokkal később, november 28-án kiderült, hogy a Ferrari által támogatott Giuliano Alesi lett az orosz csapattársa. A legelső pontokat rögtön a szezonnyitó osztrák nagydíj főfutamán a francia versenyző szerezte, ahol a 6. helyen ért célba. 2020. szeptember 22-én az orosz versenyhétvége előtt nem sokkal bejelentették, hogy Alesi elhagyja a csapatot és a szezont a holland MP Motorsport alakulatánál fogja befejezni. Ugyanezen a napon hivatalossá vált, hogy Jake Hughes lett Markelov csapattársa Szocsira. Október 14-én a 17-es autóban, szezon közben már a harmadik pilóta kilétét ismertették, ugyanis az évadzáró bahreini dupla hétvégére a 17 éves Théo Pourchaire kapta meg a lehetőséget. November 29-én a bahreini sprintfutamon az ő autójában magától beindult a tűzoltó berendezés, így ki kellett állnia.
2021. január 22-én olyan bejelentést tettek, amire még nem volt példa a történelemben. Matteo Nannini érkezésére derült fény, akit korábban már a Formula–3-as istállónál is bejelentettek. Az olasz pilóta mindkét sorozatban képviseli a gárdát egy szezonon belül, 45 versenyen. Csapattársa szintén az F3-ból érkező honfitársa, Alessio Deledda lett. Nannini azonban már Bahrein után távozott szponzori problémák és saját döntése miatt. A 22-es rajtszámú konstrukcióban később megfordult Jack Aitken, Jake Hughes és Logan Sargeant is. Deledda végig vitte a szezont, de pontot nem szerzett. Monacóban 6,8 másodperccel volt lassabb, mint a pole-pozíciót birtokló Théo Pourchaire, amivel kívül esett a 107%-os szabályon, de a Nemzetközi Automobil Szövetség (FIA) külön engedélyt adott neki az indulásra, ha mindhárom futamon a legutolsóként rajtol. Hughes az oroszországi időmérőn 6. lett, amivel egyik legjobb helyezést érte el a gárdának. Egy nap múlva az első sprintversenyen negyedikként intette le a kockás zászló, megszerezve a csapat F2-es történetének legjobb helyezését. Szaúd-Arábiába után visszahívták az évadzáró abu-dzabira is. A néhány nappal később megrendezésre kerülő évvégi teszten már hivatalosan a Van Amersfoort Racing szerepelt helyettük.
Október 15-én lett publikus, hogy befejezik Formula–2-es programjukat is. A döntést azzal indokolták, hogy 2022-től jobban koncentrálnak a kisebb GT és Sportautó versenyeken szereplő, támogatott csapataikra.

## Eredmények

### Idővonal
| Bajnokságok             | Bajnokságok |
| ----------------------- | ----------- |
| DTM                     | 2000–2018   |
| Formula–E               | 2018–2019   |
| FIA Formula–3 bajnokság | 2019–2021   |
| FIA Formula–2 bajnokság | 2020–2021   |

### DTM

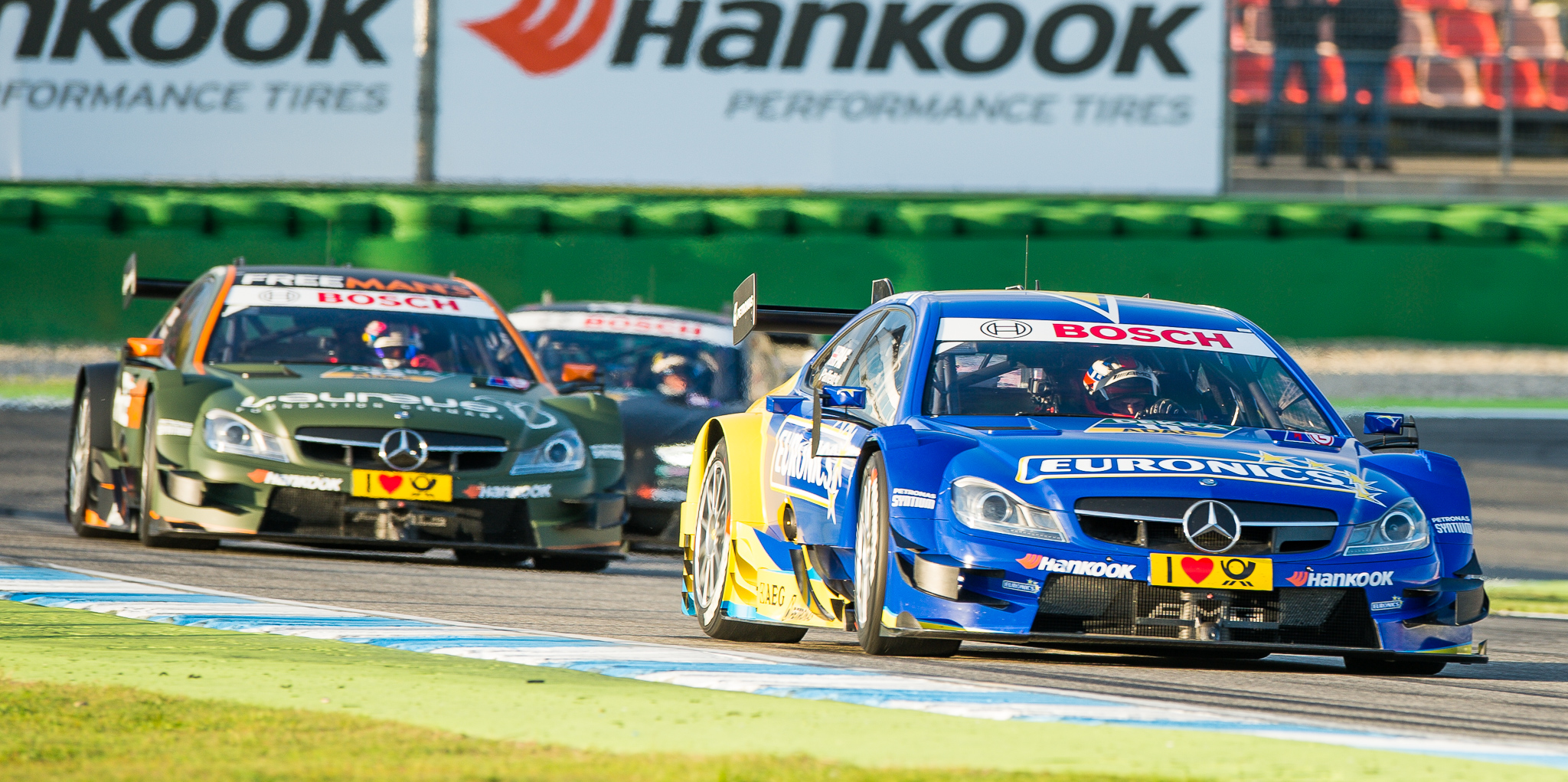
Gary Paffett és Robert Wickens a csapat színeiben a 2014-es DTM-szezon egy futamán

| Év   | Csapat név                                         | Autó                       | Versenyzők         | Pont | Helyezés |
| ---- | -------------------------------------------------- | -------------------------- | ------------------ | ---- | -------- |
| 2000 | D2 AMG-Mercedes                                    | AMG-Mercedes CLK-DTM 2000  | Bernd Schneider    | 273  | 1.       |
| 2000 | D2 AMG-Mercedes                                    | AMG-Mercedes CLK-DTM 2000  | Thomas Jäger       | 273  | 1.       |
| 2000 | Warsteiner AMG-Mercedes                            | AMG-Mercedes CLK-DTM 2000  | Klaus Ludwig       | 238  | 3.       |
| 2000 | Warsteiner AMG-Mercedes                            | AMG-Mercedes CLK-DTM 2000  | Marcel Fässler     | 238  | 3.       |
| 2001 | D2 AMG Mercedes                                    | AMG-Mercedes CLK-DTM 2001  | Bernd Schneider    | 249  | 1.       |
| 2001 | D2 AMG Mercedes                                    | AMG-Mercedes CLK-DTM 2001  | Peter Dumbreck     | 249  | 1.       |
| 2001 | Warsteiner AMG Mercedes                            | AMG-Mercedes CLK-DTM 2001  | Uwe Alzen          | 177  | 2.       |
| 2001 | Warsteiner AMG Mercedes                            | AMG-Mercedes CLK-DTM 2001  | Marcel Fässler     | 177  | 2.       |
| 2002 | Vodafone AMG Mercedes                              | AMG-Mercedes CLK-DTM 2002  | Bernd Schneider    | 88   | 1.       |
| 2002 | Vodafone AMG Mercedes                              | AMG-Mercedes CLK-DTM 2002  | Jean Alesi         | 88   | 1.       |
| 2002 | Warsteiner AMG Mercedes                            | AMG-Mercedes CLK-DTM 2002  | Uwe Alzen          | 54   | 3.       |
| 2002 | Warsteiner AMG Mercedes                            | AMG-Mercedes CLK-DTM 2002  | Marcel Fässler     | 54   | 3.       |
| 2003 | Vodafone / Express-Service AMG-Mercedes            | AMG-Mercedes CLK-DTM 2003  | Bernd Schneider    | 132  | 1.       |
| 2003 | Vodafone / Express-Service AMG-Mercedes            | AMG-Mercedes CLK-DTM 2003  | Christijan Albers  | 132  | 1.       |
| 2003 | AMG-Mercedes                                       | AMG-Mercedes CLK-DTM 2003  | Jean Alesi         | 99   | 2.       |
| 2003 | AMG-Mercedes                                       | AMG-Mercedes CLK-DTM 2003  | Marcel Fässler     | 99   | 2.       |
| 2004 | Vodafone / DaimlerChrysler Bank AMG-Mercedes       | AMG-Mercedes C-Klasse 2004 | Bernd Schneider    | 86   | 2.       |
| 2004 | Vodafone / DaimlerChrysler Bank AMG-Mercedes       | AMG-Mercedes C-Klasse 2004 | Christijan Albers  | 86   | 2.       |
| 2004 | C-Klasse AMG Mercedes                              | AMG-Mercedes C-Klasse 2004 | Jean Alesi         | 76   | 3.       |
| 2004 | C-Klasse AMG Mercedes                              | AMG-Mercedes C-Klasse 2004 | Gary Paffett       | 76   | 3.       |
| 2005 | DaimlerChrysler Bank AMG-Mercedes                  | AMG-Mercedes C-Klasse 2005 | Gary Paffett       | 106  | 1.       |
| 2005 | DaimlerChrysler Bank AMG-Mercedes                  | AMG-Mercedes C-Klasse 2005 | Jean Alesi         | 106  | 1.       |
| 2005 | Vodafone-Sport Edition AMG-Mercedes                | AMG-Mercedes C-Klasse 2005 | Bernd Schneider    | 62   | 4.       |
| 2005 | Vodafone-Sport Edition AMG-Mercedes                | AMG-Mercedes C-Klasse 2005 | Mika Häkkinen      | 62   | 4.       |
| 2006 | Vodafone / Salzgitter AMG Mercedes                 | AMG-Mercedes C-Klasse 2006 | Bernd Schneider    | 102  | 1.       |
| 2006 | Vodafone / Salzgitter AMG Mercedes                 | AMG-Mercedes C-Klasse 2006 | Jamie Green        | 102  | 1.       |
| 2006 | DaimlerChrysler Bank AMG Mercedes                  | AMG-Mercedes C-Klasse 2006 | Mika Häkkinen      | 88   | 2.       |
| 2006 | DaimlerChrysler Bank AMG Mercedes                  | AMG-Mercedes C-Klasse 2006 | Bruno Spengler     | 88   | 2.       |
| 2007 | Original-Teile / DaimlerChrysler Bank AMG Mercedes | AMG-Mercedes C-Klasse 2007 | Bernd Schneider    | 78,5 | 2.       |
| 2007 | Original-Teile / DaimlerChrysler Bank AMG Mercedes | AMG-Mercedes C-Klasse 2007 | Bruno Spengler     | 78,5 | 2.       |
| 2007 | Salzgitter / AMG Mercedes                          | AMG-Mercedes C-Klasse 2007 | Jamie Green        | 56,5 | 3.       |
| 2007 | Salzgitter / AMG Mercedes                          | AMG-Mercedes C-Klasse 2007 | Mika Häkkinen      | 56,5 | 3.       |
| 2008 | Mercedes-Benz Bank AMG                             | AMG-Mercedes C-Klasse 2008 | Bruno Spengler     | 109  | 1.       |
| 2008 | Mercedes-Benz Bank AMG                             | AMG-Mercedes C-Klasse 2008 | Paul di Resta      | 109  | 1.       |
| 2008 | Salzgitter / Original-Teile AMG Mercedes           | AMG-Mercedes C-Klasse 2008 | Jamie Green        | 86   | 4.       |
| 2008 | Salzgitter / Original-Teile AMG Mercedes           | AMG-Mercedes C-Klasse 2008 | Bernd Schneider    | 86   | 4.       |
| 2009 | Salzgitter / Mercedes-Benz Bank AMG                | AMG-Mercedes C-Klasse 2009 | Bruno Spengler     | 100  | 1.       |
| 2009 | Salzgitter / Mercedes-Benz Bank AMG                | AMG-Mercedes C-Klasse 2009 | Gary Paffett       | 100  | 1.       |
| 2009 | Trilux AMG Mercedes                                | AMG-Mercedes C-Klasse 2009 | Paul di Resta      | 54   | 4.       |
| 2009 | Trilux AMG Mercedes                                | AMG-Mercedes C-Klasse 2009 | Ralf Schumacher    | 54   | 4.       |
| 2010 | Salzgitter / Mercedes-Benz Bank AMG                | AMG-Mercedes C-Klasse 2009 | Gary Paffett       | 133  | 1.       |
| 2010 | Salzgitter / Mercedes-Benz Bank AMG                | AMG-Mercedes C-Klasse 2009 | Bruno Spengler     | 133  | 1.       |
| 2010 | Laureus AMG Mercedes                               | AMG-Mercedes C-Klasse 2009 | Paul di Resta      | 74   | 2.       |
| 2010 | Laureus AMG Mercedes                               | AMG-Mercedes C-Klasse 2009 | Ralf Schumacher    | 74   | 2.       |
| 2011 | Thomas Sabo AMG Mercedes Mercedes-Benz Bank AMG    | AMG-Mercedes C-Klasse 2009 | Gary Paffett       | 76   | 2.       |
| 2011 | Thomas Sabo AMG Mercedes Mercedes-Benz Bank AMG    | AMG-Mercedes C-Klasse 2009 | Bruno Spengler     | 76   | 2.       |
| 2011 | Salzgitter AMG Mercedes AMG Mercedes               | AMG-Mercedes C-Klasse 2009 | Ralf Schumacher    | 56   | 4.       |
| 2011 | Salzgitter AMG Mercedes AMG Mercedes               | AMG-Mercedes C-Klasse 2009 | Jamie Green        | 56   | 4.       |
| 2012 | HWA Team                                           | DTM AMG Mercedes C-Coupé   | Gary Paffett       | 170  | 2.       |
| 2012 | HWA Team                                           | DTM AMG Mercedes C-Coupé   | Christian Vietoris | 170  | 2.       |
| 2012 | Mercedes AMG                                       | DTM AMG Mercedes C-Coupé   | Jamie Green        | 131  | 3.       |
| 2012 | Mercedes AMG                                       | DTM AMG Mercedes C-Coupé   | Ralf Schumacher    | 131  | 3.       |
| 2013 | HWA Team                                           | DTM AMG Mercedes C-Coupé   | Christian Vietoris | 147  | 3.       |
| 2013 | HWA Team                                           | DTM AMG Mercedes C-Coupé   | Robert Wickens     | 147  | 3.       |
| 2013 | HWA Team                                           | DTM AMG Mercedes C-Coupé   | Gary Paffett       | 95   | 6.       |
| 2013 | HWA Team                                           | DTM AMG Mercedes C-Coupé   | Roberto Merhi      | 95   | 6.       |
| 2014 | HWA Team                                           | DTM AMG Mercedes C-Coupé   | Christian Vietoris | 105  | 4.       |
| 2014 | HWA Team                                           | DTM AMG Mercedes C-Coupé   | Paul di Resta      | 105  | 4.       |
| 2014 | HWA Team                                           | DTM AMG Mercedes C-Coupé   | Pascal Wehrlein    | 46   | 9.       |
| 2014 | HWA Team                                           | DTM AMG Mercedes C-Coupé   | Gary Paffett       | 46   | 10.      |
| 2014 | HWA Team                                           | DTM AMG Mercedes C-Coupé   | Robert Wickens     | 46   | 10.      |
| 2015 | gooix/Original-Teile Mercedes-AMG                  | Mercedes-AMG C63 DTM       | Christian Vietoris | 225  | 1.       |
| 2015 | gooix/Original-Teile Mercedes-AMG                  | Mercedes-AMG C63 DTM       | Pascal Wehrlein    | 225  | 1.       |
| 2015 | Silberpfeil Energy Mercedes-AMG                    | Mercedes-AMG C63 DTM       | Paul di Resta      | 151  | 6.       |
| 2015 | Silberpfeil Energy Mercedes-AMG                    | Mercedes-AMG C63 DTM       | Robert Wickens     | 151  | 6.       |
| 2016 | Mercedes-Benz DTM Team HWA I                       | Mercedes-AMG C63 DTM       | Robert Wickens     | 130  | 7.       |
| 2016 | Mercedes-Benz DTM Team HWA I                       | Mercedes-AMG C63 DTM       | Daniel Juncadella  | 130  | 7.       |
| 2016 | Mercedes-Benz DTM Team HWA II                      | Mercedes-AMG C63 DTM       | Paul di Resta      | 133  | 6.       |
| 2016 | Mercedes-Benz DTM Team HWA II                      | Mercedes-AMG C63 DTM       | Maximilian Götz    | 133  | 6.       |
| 2017 | Mercedes-AMG Motorsport Mercedes Me                | Mercedes-AMG C63 DTM       | Robert Wickens     | 221  | 3.       |
| 2017 | Mercedes-AMG Motorsport Mercedes Me                | Mercedes-AMG C63 DTM       | Gary Paffett       | 221  | 3.       |
| 2017 | Mercedes-AMG Motorsport SILBERPFEIL Energy         | Mercedes-AMG C63 DTM       | Paul di Resta      | 150  | 9.       |
| 2017 | Mercedes-AMG Motorsport SILBERPFEIL Energy         | Mercedes-AMG C63 DTM       | Maro Engel         | 150  | 9.       |
| 2017 | Mercedes-AMG Motorsport BWT                        | Mercedes-AMG C63 DTM       | Lucas Auer         | 197  | 5.       |
| 2017 | Mercedes-AMG Motorsport BWT                        | Mercedes-AMG C63 DTM       | Edoardo Mortara    | 197  | 5.       |
| 2018 | Mercedes-AMG Motorsport Petronas                   | Mercedes-AMG C63 DTM       | Gary Paffett       | 363  | 1.       |
| 2018 | Mercedes-AMG Motorsport Petronas                   | Mercedes-AMG C63 DTM       | Pascal Wehrlein    | 363  | 1.       |
| 2018 | Mercedes-AMG Motorsport Remus                      | Mercedes-AMG C63 DTM       | Paul di Resta      | 294  | 2.       |
| 2018 | Mercedes-AMG Motorsport Remus                      | Mercedes-AMG C63 DTM       | Daniel Juncadella  | 294  | 2.       |
| 2018 | Mercedes-AMG Motorsport Remus                      | Mercedes-AMG C63 DTM       | Sébastien Ogier    | 294  | 2.       |
| 2018 | Silberpfeil Energy Mercedes-AMG Motorsport         | Mercedes-AMG C63 DTM       | Lucas Auer         | 261  | 4.       |
| 2018 | Silberpfeil Energy Mercedes-AMG Motorsport         | Mercedes-AMG C63 DTM       | Edoardo Mortara    | 261  | 4.       |

| Magyarázat              | Magyarázat |
| ----------------------- | ---------- |
| Szabadkártyás versenyző |            |

### Formula–E
| Év                                       | Kasztni      | Hajtáslánc    | Abroncs | Rajtszám | Versenyzők        | 1   | 2   | 3   | 4   | 5   | 6   | 7   | 8   | 9   | 10  | 11  | 12  | 13  | Pont | Helyezés |
| ---------------------------------------- | ------------ | ------------- | ------- | -------- | ----------------- | --- | --- | --- | --- | --- | --- | --- | --- | --- | --- | --- | --- | --- | ---- | -------- |
| 2018–19                                  | Spark-SRT05e | Venturi VFE05 | M       |          |                   | ADR | MAR | SAN | MEX | HKG | SNY | ROM | PAR | MON | BER | BRN | NYC | NYC | 44   | 9.       |
| 2018–19                                  | Spark-SRT05e | Venturi VFE05 | M       | 5        | Stoffel Vandoorne | 17  | Ki  | Ki  | 18  | Ki  | Ki  | 3   | Ki  | 9   | 5   | 10  | 13  | 10  | 44   | 9.       |
| 2018–19                                  | Spark-SRT05e | Venturi VFE05 | M       | 17       | Gary Paffett      | Ki  | Ki  | 14  | 16  | 8   | Ki  | Ki  | 8   | 12  | 16  | 17  | 11  | 8   | 44   | 9.       |
| 2019–20: Mercedes-Benz EQ Formula E Team |              |               |         |          |                   |     |     |     |     |     |     |     |     |     |     |     |     |     |      |          |

* A szezon jelenleg is zajlik.
† A versenyt nem fejezte be, de helyezését értékelték, mert a versenytáv több, mint 90%-át teljesítette.
° FanBoost

### FIA Formula–3 bajnokság
| Év   | Autó                       | Versenyzők        | Verseny | Győzelem | Pole | Leggyorsabb kör | Dobogós helyezés | Pont  | Helyezés (Versenyzők) | Helyezés (Csapat) |
| ---- | -------------------------- | ----------------- | ------- | -------- | ---- | --------------- | ---------------- | ----- | --------------------- | ----------------- |
| 2019 | Dallara F3 2019-Mecachrome | Jake Hughes       | 16      | 1        | 1    | 2               | 4                | 90    | 7.                    | 5.                |
| 2019 | Dallara F3 2019-Mecachrome | Bent Viscaal      | 16      | 0        | 0    | 0               | 0                | 10    | 15.                   | 5.                |
| 2019 | Dallara F3 2019-Mecachrome | Keyvan Andres     | 16      | 0        | 0    | 0               | 0                | 0     | 28.                   | 5.                |
| 2020 | Dallara F3 2019-Mecachrome | Jake Hughes       | 18      | 2        | 0    | 1               | 4                | 111,5 | 7.                    | 5.                |
| 2020 | Dallara F3 2019-Mecachrome | Enzo Fittipaldi   | 18      | 0        | 0    | 0               | 0                | 27    | 15.                   | 5.                |
| 2020 | Dallara F3 2019-Mecachrome | Jack Doohan       | 18      | 0        | 0    | 0               | 0                | 0     | 26.                   | 5.                |
| 2021 | Dallara F3 2019-Mecachrome | Matteo Nannini    | 20      | 1        | 0    | 1               | 2                | 44    | 14                    | 7.                |
| 2021 | Dallara F3 2019-Mecachrome | Oliver Rasmussen  | 20      | 0        | 0    | 0               | 0                | 0     | 25.                   | 7.                |
| 2021 | Dallara F3 2019-Mecachrome | Rafael Villagómez | 20      | 0        | 0    | 0               | 0                | 0     | 29.                   | 7.                |

### Makaói nagydíj
| Év   | Rajtszám | Versenyzők     | Helyezés |
| ---- | -------- | -------------- | -------- |
| 2019 | 16       | Jake Hughes    | 17.      |
| 2019 | 17       | Keyvan Andres  | 12.      |
| 2019 | 18       | Sophia Flörsch | Kiesett  |

### FIA Formula–2 bajnokság
| Év   | Autó                       | Versenyzők      | Verseny | Győzelem | Pole-pozíció | Leggyorsabb kör | Dobogós helyezés | Pont | Helyezés (Versenyzők) | Helyezés (Csapat) |
| ---- | -------------------------- | --------------- | ------- | -------- | ------------ | --------------- | ---------------- | ---- | --------------------- | ----------------- |
| 2020 | Dallara F2 2018-Mecachrome | Artyom Markelov | 23      | 0        | 0            | 0               | 0                | 5    | 18.                   | 10. (13 pont)     |
| 2020 | Dallara F2 2018-Mecachrome | Giuliano Alesi  | 18      | 0        | 0            | 1               | 0                | 8    | 17.                   | 10. (13 pont)     |
| 2020 | Dallara F2 2018-Mecachrome | Jake Hughes     | 2       | 0        | 0            | 0               | 0                | 0    | 23.                   | 10. (13 pont)     |
| 2020 | Dallara F2 2018-Mecachrome | Théo Pourchaire | 4       | 0        | 0            | 0               | 0                | 0    | 26.                   | 10. (13 pont)     |
| 2021 | Dallara F2 2018-Mecachrome | Jake Hughes     | 8       | 0        | 0            | 0               | 0                | 8    | 18                    | 11. (9 pont)      |
| 2021 | Dallara F2 2018-Mecachrome | Matteo Nannini  | 3       | 0        | 0            | 0               | 0                | 0    | 22.                   | 11. (9 pont)      |
| 2021 | Dallara F2 2018-Mecachrome | Jack Aitken     | 9       | 0        | 0            | 0               | 0                | 0    | 23.                   | 11. (9 pont)      |
| 2021 | Dallara F2 2018-Mecachrome | Logan Sargeant  | 3       | 0        | 0            | 0               | 0                | 0    | 29.                   | 11. (9 pont)      |
| 2021 | Dallara F2 2018-Mecachrome | Alessio Deledda | 23      | 0        | 0            | 0               | 0                | 0    | 25.                   | 11. (9 pont)      |